# Mohamed El Aziz Ben Achour
Pour les articles homonymes, voir Achour.
Mohamed El Aziz Ben Achour (arabe : محمد العزيز بن عاشور), né le 5 janvier 1951 à La Marsa, est un historien et universitaire tunisien spécialiste d'histoire urbaine, sociale et culturelle de la Tunisie moderne et de la civilisation islamique.
Il occupe les postes de ministre de la Culture entre 2004 et 2008 puis celui de directeur général de l'Organisation arabe pour l'éducation, la culture et les sciences (ALECSO) entre 2009 et 2013.

## Biographie
Il naît dans une famille de lettrés de magistrats et de hauts fonctionnaires de la haute bourgeoisie tunisoise. Petit-fils du cheikh Mohamed Tahar Ben Achour, sa famille d'origine andalouse s'est installée à Tunis au XVIIe siècle ; il est le fils d'Abdelmalek Ben Achour et de Radhia Djellouli.
Il est titulaire d'une maîtrise en histoire de l'université de Tunis, d'un DEA puis d'un doctorat de troisième cycle en civilisation islamique (1977) et d'un doctorat d'État ès-lettres et sciences humaines (1986), le tout obtenu à la Sorbonne.
Membre du conseil scientifique de la faculté des sciences humaines et sociales de Tunis et du Forum de l'académie politique, coordinateur du diplôme d'études supérieures spécialisées en archéologie, histoire et patrimoine à l'Université de Tunis,, il est également directeur des sciences du patrimoine à l'Institut national du patrimoine puis directeur général de l'Institut supérieur d'histoire du mouvement national, mais aussi conservateur du site historique de Sidi Bou Saïd. Il a occupé le siège de conseiller municipal du Rassemblement constitutionnel démocratique à Tunis, de 1995 à 2000, et devient adjoint au maire jusqu'en 2005.
En novembre 2004, il est nommé ministre de la Culture et de la Sauvegarde du patrimoine, poste qu'il occupe jusqu'en août 2008. En décembre de la même année, il est élu directeur général de l'ALECSO pour un mandat de quatre ans et entre en fonction en février 2009,.

## Distinctions
Ben Achour se voit co-décerner, avec l'architecte Sanda Popa, le prix Aga Khan d'architecture en 1980, le prix du Forum de Crans-Montana, remis le 30 juin 2012 à Bakou par le président du forum, l'ambassadeur Jean-Paul Carteron et le prix de la Culture de la Fondation Mediterraneo en 2012.

## Décorations
- Grand officier de l'ordre de la République tunisienne[11] ;
- Commandeur de l'ordre du 7-Novembre (Tunisie)[12] ;
- Première classe de l'ordre du Wissam de l'Organisation du monde islamique pour l'éducation, les sciences et la culture[13] ;
- Chevalier de l'ordre national du Mérite (France)[6] ;
- Officier de l'ordre des Palmes académiques (France)[6] ;
- Commandeur de l'ordre des Arts et des Lettres (France)[14],[15].

## Principales publications
- Le musée du Bardo : hier et aujourd'hui, 1888-1988 (avec Mounira Harbi-Riahi et Samia El Mechat), éd. Institut national d'archéologie et d'art, Tunis, 1988.
- L'Habitat traditionnel dans les pays musulmans autour de la Méditerranée : l'héritage architectural (avec Jacques Revault et Jean-Claude Garcin), éd. Institut français d'archéologie orientale, Paris, 1988.
- Catégories de la société tunisoise dans la deuxième moitié du XIXe siècle, éd. Institut national d'archéologie et d'art, Tunis, 1989.
- Les ulamâ à Tunis aux XVIIIe et XIXe siècles, éd. Institut national d'archéologie et d'art, Tunis, 1991 (réed. ANRT, Lille, 1991).
- La mosquée-université de la Zitouna. Le monument et les hommes, éd. Cérès, Tunis, 1992.
- Les décorations tunisiennes d'époque husseïnite, éd. Sagittaire Éditions, Tunis, 1994  (ISBN 978-9973-9738-0-1).
- Les Arabes : du message à l'histoire (avec André Miquel et Dominique Chevallier), éd. Fayard, Paris, 1995[16].
- Le Bardo, palais des beys de Tunis, éd. Sagittaire Éditions, Tunis, 2000.
- La cour du bey de Tunis, éd. Espace Diwan, Tunis, 2003.
- Zaouïas et confréries. Aspects de l'islam mystique dans l'histoire tunisienne, éd. Sagittaire Éditions, Tunis, 2004.
- L'Excès d'Orient. La notion de pouvoir dans le monde arabe, éd. Erick Bonnier, Paris, 2015[17].
- La Tunisie, la Méditerranée et l'Orient au miroir de l'histoire, éd. Leaders, Tunis, 2020[18].
- Aux temps des émirs et des beys : épisodes de l'histoire tunisienne, éd. Leaders, Tunis, 2022[19],[20].
- La Tunisie de jadis et de naguère : à la rencontre de l'Occident et de l'Orient, éd. Leaders, Tunis, 2024[21].